# بارون كولير
بارون كولير (بالإنجليزية: Barron Collier)‏ هو رائد أعمال أمريكي، ولد في 1873، وتوفي في 1939.